# أندرياس جراف
أندرياس جراف (بالألمانية: Andreas Graf)‏ هو دراج نمساوي، ولد في 7 أغسطس 1985 في Ebreichsdorf ‏ في النمسا.

## وصلات خارجية
- أندرياس جراف على موقع الاتحاد الدولي للدراجات (الإنجليزية)
- أندرياس جراف على موقع أرشيف الدراجات (الإنجليزية)
- أندرياس جراف على موقع إحصائيات الدراجات الإحترافية (الإنجليزية)
- أندرياس جراف على موقع نسبة الدراجات (الإنجليزية)
- أندرياس جراف على موقع أوليمبيديا (الإنجليزية)